# Laura Voutilainen
Laura Voutilainen (ur. 17 maja 1975 w Jyväskylä) – fińska piosenkarka, reprezentantka Finlandii podczas 47. Konkursu Piosenki Eurowizji w 2002 roku.

## Życiorys

### Kariera muzyczna
Laura Voutilainen zadebiutowała w 1993 roku singlem „Muuttanut oon maailman”. Rok później ukazał się debiutancki album wokalistki pt. Laura Voutilainen, który był promowany przez singiel „Kerran”. Płyta sprzedała się w 120 tysiącach egzemplarzy. 
W 1994 i 1996 roku Voutilainem zdobyła fińską nagrodę Emma. W tym samym roku wydała drugi album studyjny, zatytułowany Kaksi karttaa. W 1997 roku ukazała się kolejna płyta wokalistki pt. Lumikuningatar, a rok później – Etelän yössa. W 2001 roku piosenkarka opublikowała piąty album studyjny, zatytułowany Puolet sun auringosta, a w 2002 roku wzięła udział w fińskich eliminacjach do 47. Konkursu Piosenki Eurowizji, które wygrała z piosenką „Addicted to You”. W finale konkursu, który odbył się 25 maja, zajęła 20. miejsce na 24 uczestników.

## Dyskografia
Opracowano na podstawie materiału źródłowego.
| - Laura Voutilainen (1994) - Kaksi karttaa (1996) - Lumikuningatar (1997) - Etelän yössa (1998) - Puolet sun auringosta (2001) - Päiväkirja (2003) - Tässä Hetkessä (2005) - Kosketa mua (2007) - Palaa (2008) - Sydänjää (2009) - Suurimmat Hitit (2010) - Ihmeitä (2011) - KokoNainen (2013) - Miks ei (2017) - Minun tähteni (2019) | - Lauran päiväkirja – kaikki parhaat (2006) - Lauran joulu (2005) |

### Albumy studyjne

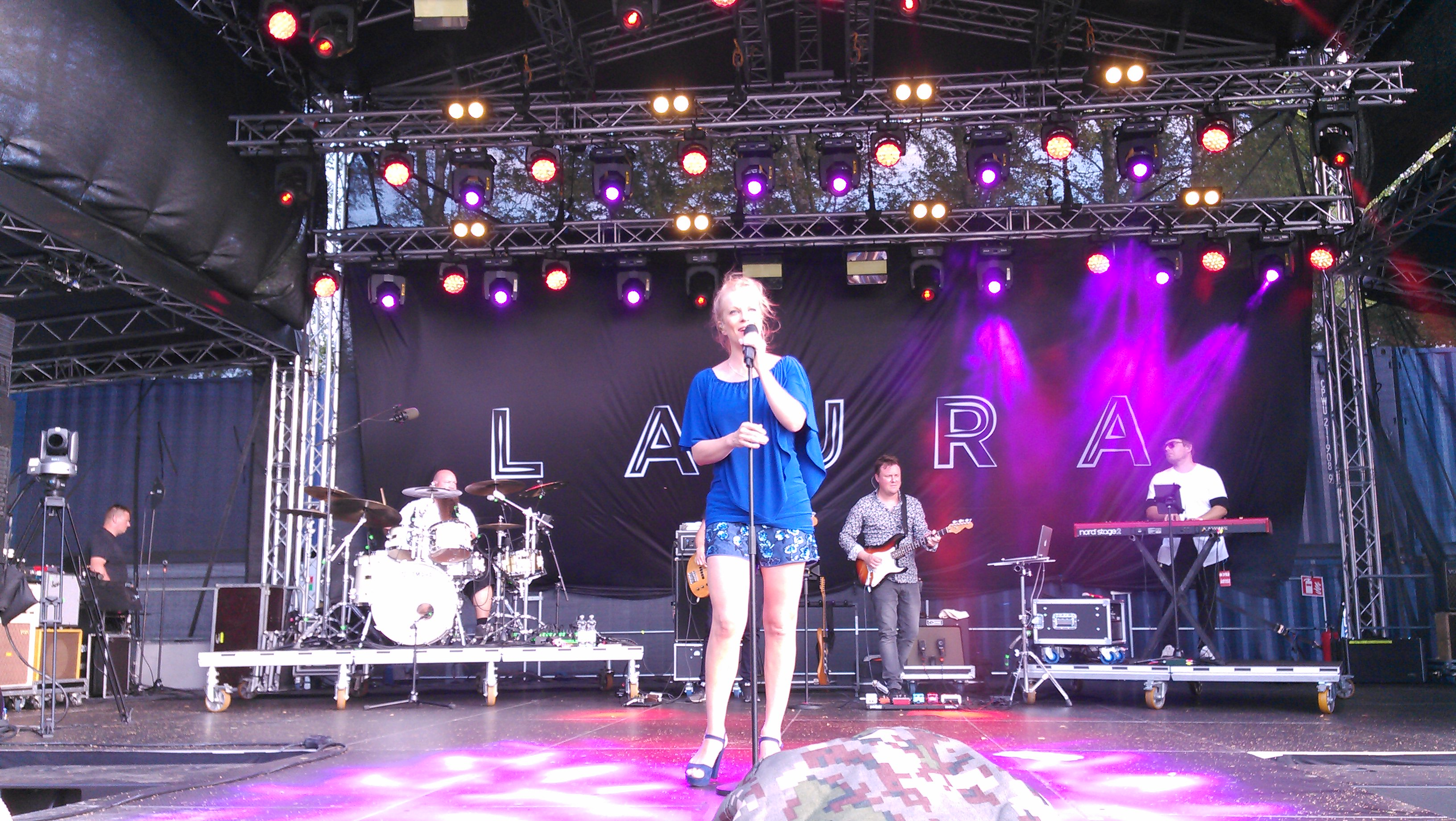
Laura Voutilainen na festiwalu DBTL w Turku, 28.07.2018